# I Peos
I Peos sono stati un gruppo musicale italiano attivo negli anni sessanta.

## Storia del gruppo
Il gruppo si forma a Milano all'inizio del decennio; il nome deriva da quello del fondatore, Peo Borella.
Si esibiscono dapprima nei locali della loro città e poi nel resto d'Italia, proponendo uno spettacolo misto di canzoni e cabaret che riscuote molto successo, al punto di essere messi sotto contratto dalla Durium, per cui pubblicano i primi 45 giri nel 1961, curati negli arrangiamenti dal maestro Franco Cassano (che li seguirà per tutto il periodo della loro permanenza con l'etichetta).
L'anno successivo, a settembre, pubblicano il loro 45 giri più famoso, con due brani però che vengono entrambi censurati: Mazzarino, la canzone sul lato A, si riferisce in maniera goliardica ad uno scandalo dell'epoca, che aveva coinvolto quattro frati residenti a Mazzarino, in provincia di Caltanissetta, collusi e complici della mafia.
La canzone sul lato B racconta (sempre con toni umoristici) invece lo scandalo denominato Balletti verdi, legato al mondo omosessuale e venuto alla luce a causa di un'inchiesta sul Giornale di Brescia.
Sempre nel 1962 i Peos pubblicano un ulteriore 45 giri con una canzone, Io vado in banca, scritta da un ancora sconosciuto Nanni Svampa (che in seguito la reinciderà sia da solo sia con i Gufi), che nel testo descrive la vita abitudinaria di un impiegato di banca.
La collaborazione con Svampa continuerà anche in seguito, e per il gruppo il cantautore scriverà Gabriella, che i Peos inseriscono nel loro album del 1964 e che affronta il problema dell'aborto (molto probabilmente è il primo caso di una canzone che tratta questo tema nella musica italiana).
Un'altra loro canzone che ebbe problemi con la censura fu Cinquemila, in cui si parla delle tariffe delle prostitute («Cinquemila è la tariffa più normale/ che affratella l'avvocato al manovale, / al benpensante con la moglie al mar»).
La carriera del complesso continua per alcuni anni, fino allo scioglimento; nell'ultimo periodo il cantante del gruppo, Ennio Amodio, lascia il gruppo sostituito da Beppe Cardile: in questa formazione i Peos non incidono nulla ma si esibiscono per qualche tempo a Madrid e a Pescara. Amodio, dopo essersi laureato in legge, raggiungerà in seguito qualche notorietà come avvocato di Silvio Berlusconi.
Nel 2002 è stato pubblicato un CD che racchiude alcuni dei loro successi.
Sul retro della copertina del 33 giri pubblicato dalla Durium, Nuccio Ambrosino ha commentato il gruppo musicale con queste parole:
"Prima di commentare il contenuto e il valore di questo disco è necessaria una considerazione di carattere generale. I PEOS non sono un complesso musicale come tanti altri, forse non sono nemmeno un complesso, sono un'idea. Ciò che questo strano e a volte assurdo, quintetto musicale ha realizzato, non è dovuto alla collaborazione dei soli componenti dell'orchestra, piuttosto è un risultato scaturito dallo scontro di idee espresse da persone operanti in campi artistici diversi, ma uniti dalla stessa mania di riforma, di ricerca di una verità troppo grande per essere raccontata in brani di musica leggera. Vogliamo far notare che i testi e le musiche contenute sono solo un tentativo coraggioso e in buona fede (nessuno dei componenti infatti è arrivato al successo) di elevare il contenuto delle canzoni di musica leggera. I Peos oggi si sono sciolti, ma l'idea no.
Per questo è probabile che i nomi degli inventori di questo gruppo torneranno timidamente alla ribalta del cinema, del teatro o della narrativa."
In realtà nessuno dei membri del gruppo ha avuto successo in campo artistico, invece si sono distinti a livello professionale (docenti universitari, avvocato di spicco.)

## Formazione
- Ennio Amodio: voce solista, chitarra
- Peo Borella (soprannome di Gianpiero Borella, scomparso nel 2000): basso, contrabbasso, tromba, cori
- Lorenzo Longhin: Sax tenore, flauto, cori
- Roberto di Matteo: pianoforte
- Antonio Recchia: batteria
- Gustavo Dagnino: pianoforte, ma ha lasciato il gruppo prima dell'incisione dell'LP, scomparso nel 1998
- Martino Recchia: batteria, contrabbasso. Sostituì il gemello Antonio per alcuni anni

## Discografia parziale

### 33 giri
- 1964 - Ma bene, ma bravo!- I PEOS (Durium, CR 30-082) contenente: Io vado i banca, Mazzarino, Ferrovie ferrovie, La gabola, Gabriella, Balletti verdi, La gente mormora, Valigie di cartone, Il mio funerale, Cinquemila, Ma bene ma bravo, Letti caldi
- 1976 - Idea - Una cosa che se non trova un posto a sedere è capace di fare una rivoluzione (Durium, BL 7119) riedizione del disco del 1964

### 45 giri
- 1962 - Mazzarino/Balletti verdi (Durium, CN A 9052)
- 1962 - Ferrovie, ferrovie.../Io vado in banca (Durium, CN A 9057)
- 1963 - Valigie di cartone/La gente mormora (Durium, CN A 9063)
- 1963 - Il mio funerale/La gabola (Durium, CN A 9076)

### EP
- 1963 - Mazzarino/Balletti verdi/Ferrovie, ferrovie.../La gabola (Durium, 3CGE 85007; pubblicato in Spagna)

### CD
- 2002 - I Peos